# Дёминский Посёлок
Дёминский Посёлок (б. посёлок Свердло́ва) — исторический район в городе Петергофе Петродворцового района Санкт-Петербурга. Включает застройку улицы Демьяна Бедного восточнее Парковой улицы и пересекающие её улицы.

## История
Основан в 1903 году как Дёминский посёлок. Название происходит от фамилии землевладельцев братьев действительного статского совета Ив. Н. Дёмина и статского советника Игн. И. Дёмина.
В 1920-х годах посёлок переименовали в посёлок Свердлова — в честь советского государственного и партийного деятеля Я. М. Свердлова.
В 1999 году название было зафиксировано в реестре названий Санкт-Петербурга как исторический район посёлок Свердлова (Дёминский посёлок), то есть вариант Дёминский Посёлок существовал факультативно и был неосновным. 29 ноября 2016 года посёлку Свердлова было окончательно возвращено название Дёминский Посёлок в качестве единственного.

## Улицы
- Улица Воровского
- Гражданская улица
- Улица Демьяна Бедного
- Дёминский переулок
- Комсомольская улица
- Улица Урицкого

## Транспорт
Расположен при пересечении железной дороги Санкт-Петербург — Калище и Ропшинского шоссе к северу от железной дороги. Ближайшая железнодорожная станция — Новый Петергоф. При пересечении улицы Демьяна Бедного и Ропшинского шоссе — остановка автобусов 278 и 348.